# Мали град Инфијерно
Мали град Инфијерно или Мали град Инферно (шп. Pueblo chico, infierno grande) мексичка је теленовела, продукцијске куће Телевиса, снимана 1997.
У Србији је приказивана током 1997. и 1998. на ТВ РТС НС+. Током 1998. и 1999. репризирана је ТВ Палма, а затим и осталим локалним телевизијама.

## Синопсис
Шеснаестогодишња Леонарда Руан најмлађа је ћерка богатог земљопоседника Присилијана. На прослави приређеној у част сеоског свеца заштитника, она се заљубљује у сиромашног Ермилија, сина кројачице. Истог дана, најбогатији човек у регији, дон Росендо Екигија, бива опчињен лепотом младе девојке и тражи њену руку од Присилијана. Након што сазна да је његова кћерка заљубљена у сиромаха, Присилијано пристаје да је уда за Росенда. Истовремено, Леонардина познаница Магдалена Белтран заљубљује се у младића Батана, што изненађује њену мајку Инмакуладу. Након што се Леонарда под присилом удаје за Росенда, њен вољени Ермилио напушта село, кунући се да ће се обогатити и једног дана вратити по њу. За то време, Магдалена затиче мајку и Батана у кревету, након чега изгубљена лута улицама и одлучује да постане проститука. Неколико месеци након уговореног венчања, Росендо умире, па Леонарда постаје најмлађа и најбогатија удовица у регији, али одбија све удвараче, чекајући да се Ермилио врати као што је обећао. Двадесет година касније, Леонарда се враћа са дугог путовања по Европи. Током шетње по свом огромном имању, среће згодног двадесетогодишњег младића Хенара. Међу њима се на први поглед рађа фатална привлачност и Леонарда га запошљава на својој хацијенди. Млади Хенаро од првог тренутка жели само Леонарду, њега у свом наручју желе служавка Индалесија, али и богаташица Браулија. Чим Леонарда и Хенаро признају једно другом да се воле, читаво село је шокирано, с обзиром на то да младић, сходно својим годинама, може да буде син богате удовице. Након расправе са старијом љубавницом, Хенаро завршава у борделу који води Магдалена, која је сада позната као Белтранеха и пијан је пита да се уда за њега. То у проститутки буди болесну опсесију и претвара је у Леонардину највећу ривалку. Међутим и Хенаро има јаког противника — Ермилио се враћа у село, богат је и још воли Леонарду. Ту је и зли шериф Консехо, који је одавно бацио око на имућну удовицу.
Међутим, она неуморно свима ставља до знања да њено срце куца само за млађаног Хенара, све док је сплетке и интриге Консеха и Белтранехе не убеде да се он само играо са њом. Разочарана, пристаје да се уда за Ермилија.

## Улоге
| Глумац:                  | Улога:                         |
| ------------------------ | ------------------------------ |
| Вероника Kастро          | Леонарда Руан                  |
| Хуан Солер               | Хенаро Онки                    |
| Гиљермо Капетиљо         | Ермило Хајмез                  |
| Алма Делфина             | Магдалена Белтран              |
| Лилија Арагон            | Тапанка                        |
| Моника Санчез            | Индалесија Навас               |
| Арасели Арамбула         | Леонарда Руан (у младости)     |
| Куно Бекер               | Ермило Хајмез (у младости)     |
| Еванхелина Соса          | Магдалена Белтран (у младости) |
| Адријана Фонсека         | Ховита Руан (у младости)       |
| Кристина Алаторе         | Елоиса Руан (у младости)       |
| Манола Дијез             | Клеотилде Руан (у младости)    |
| Алек Вон Барген          | Малфавон Ередија (у младости)  |
| Родриго Овиједо          | Балдомеро Ирепан (у младости)  |
| Виктор Гонзалез          | Гумаро Амескуа (у младости)    |
| Хосе Марија Јаспик       | Батан (у младости)             |
| Роса Марија Бијанчи      | Порфирија Кумбиос              |
| Патрисија Рејес Спиндола | Мартина Кучка                  |
| Сокоро Бониља            | Инмакулада                     |
| Џоана Брито              | Вититос                        |
| Марта Аура               | Мерседес                       |
| Беатриз Сесилија         | Хилдарда Завала                |
| Ана Берта Еспин          | Рутилија Кумбиос               |
| Мануел Гизар             | Едуардо Рентерија              |
| Арселија Рамирез         | Игнасија Рентерија             |
| Силвија Манрикез         | Ховита Руан                    |
| Енрике Роча              | Присилијано Руан               |
| Арон Ернан               | Фелипе                         |
| Луис Химено              | Отац Арсео                     |
| Хосе Карлос Руиз         | Аркадио Замора                 |
| Салвадор Санчез          | Консехо Сератос                |
| Хорхе Русек              | Дон Росендо Екигуа             |
| Ектор Круз               | др Тамез                       |
| Тере Лопез Тарин         | Хосефина Талавера              |
| Адалберто Пара           | Гвадалупе Тибурсио             |
| Хорхе Мартинез де Ојос   | Чучи Риос                      |
| Анхелина Пелаез          | Макловија                      |
| Еванхелина Мартинез      | Сатурнина                      |
| Марио Иван Мартинез      | Ончи                           |
| Кариме Лозано            | Браулија Фелиситас             |
| Орландо Мигел            | Палемон Моралес                |
| Ана де ла Регера         | Присила Амескуа                |
| Хулио Брачо              | Пракедес                       |
| Алисија Монтоја          | Доња Иполита                   |
| Монсерат Онтиверос       | Мелитона                       |
| Тео Тапија               | др Естанислао Танис Аљенде     |
| Луис Ксавијер            | Антонио Серна                  |
| Сусана Забалета          | Медард Завала                  |
| Ана Силвети              | Клеотилде Руан                 |
| Оливија Бусио            | Елоиса Руан                    |
| Оскар Травен             | Гумар Амескуа                  |
| Хуан Игнасио Аранда      | Балдомеро Ирепан (отац)        |
| Херман Гутијерез         | Балдомеро Ирепан (син)         |
| Адријана Лавати          | Дора Луз                       |
| Херардо Албаран          | Себастијан Палео Батан         |
| Фернандо Роблес          | Амбросио                       |
| Едуардо Ривера           | Хилдардо Ередија               |
| Лурдес Мунгија           | Алтаграсија                    |
| Алехандро Виљели         | Тереза                         |
| Лусија Паљес             | Пасквала                       |
| Антонио Муњиз            | Силверио                       |
| Марисол дел Олмо         | Леокадија                      |
| Балтазар Овиједо         | Либрадо                        |
| Телма Дорантес           | Пласидо                        |
| Габријел Михарес         | Уфано                          |
| Маријана Брито           | Милагрос                       |
| Лурд Дешан               | Кајетана                       |
| Лурдес Хауреги           | Аурелијана Нели                |
| Мелба Луна               | Симона                         |
| Зајде Силвија Гутијерез  | Олинка                         |
| Роберто Сен              | Елио Малдонадо                 |
| Маурисио Кастиљо         | Фернандо Урбина                |
| Еухенио Бартилоти        | Гамалијел                      |